# Amateur Musical Awards
De Amateur Musical Award is een juryprijs voor de beste prestatie in een Nederlandse amateurmusicalproductie. Een professionele vakjury bepaalt de winnaars. De prijs is op 24 maart 2014 voor het eerst uitgereikt in het DeLaMar Theater in Amsterdam, tijdens het Amateur Musical Awards Gala. Niet alleen de spelers worden beloond, ook een aantal creatieve prestaties vallen in de prijzen. Op maandag 24 oktober 2016 was de tweede editie van het gala, eveneens in het DeLaMar Theater en de derde editie vond plaats op maandag 20 november 2017 in Koninklijk Theater Carré. Voor de vierde en vijfde edite verhuisde de organisatie het evenement naar het Nieuwe Luxor Theater in Rotterdam.
Aan de musicalprijs is een Comité van Aanbeveling verbonden, bestaande uit André van Duin, Karin Bloemen en Gerrit Zalm.

## Jury
De genomineerden voor een Amateur Musical Award worden vastgesteld door een selectiecommissie en een nominatiecommissie. Zij bekijken de videoregistraties van alle ingezonden producties. Ten behoeve van de beoordeling van de genomineerden heeft de organisatie een vakjury samengesteld. In 2014 bestond de vakjury uit zes leden: Jacques d'Ancona (voorzitter), Marianne van Wijnkoop, Anouk van Nes, John ter Riet, Daniël Cohen en Cocky van Huijkelom. Daarnaast beoordeelde musicalster Pia Douwes de genomineerde acteurs en actrices ten behoeve van de naar haar vernoemde Special Talent Award.
In 2016 verlieten Cocky van Huickelom en John ter Riet de vakjury en hun plekken werden opgevolgd door musicalproducent Hans Cornelissen en musicalacteur René van Kooten.
Anouk van Nes werd in 2017 opgevolgd door musicalster Lone van Roosendaal en tevens trad decor- en kostuumontwerper Arno Bremers toe tot de vakjury voor de derde editie van de Ama's. Sinds 2019 is er een landelijke jury bestaande uit 2 juryleden per provincie, aangevuld met vaste leden van de nominatiecommissie. Deze grote jury wordt nog steeds voorgezeten door juryvoorzitter Jacques d'Ancona.

## Gala
De Amateur Musical Awards worden uitgereikt tijdens het Amateur Musical Awards Gala. Tijdens de gala-avond vindt niet alleen de prijsuitreiking plaats, maar zijn er ook optredens van een aantal genomineerden. Het eerste gala vond plaats op 24 maart 2014 in de grote zaal van het DeLaMar Theater in Amsterdam en werd gepresenteerd door Erik Brey. Het evenement werd live uitgezonden op televisie door AT5 en RTV NH en het werd live gestreamd op YouTube.
De tweede editie vond plaats op maandag 24 oktober 2016, wederom in de grote zaal van het DeLaMar Theater.
De derde editie moest in verband met een dubbele boeking in het DeLaMar Theater uitwijken naar een ander theater. Op 21 november 2017 werden de prijzen uitgereikt in Koninklijk Theater Carré. Op 10 december 2018 vond de vierde editie plaats in het Nieuwe Luxor Theater en de vijfde editie, het eerste jubileum, vond plaats op maandag 18 november 2019, eveneens in het Nieuwe Luxor Theater.

## Winnaars 2014
| Categorie                       | Winnaar | Uitgereikt door               |
| ------------------------------- | --- | ----------------------------- |
| Beste vrouwelijke hoofdrol      | Suzanne Boreel (Anything Goes, Amsterdam Musical)                                                                    | Jon van Eerd                  |
| Beste mannelijke hoofdrol       | Alex Hendrickx (The Wedding Singer, MusiCompany)                                                                     | Karin Bloemen                 |
| Beste vrouwelijke bijrol        | Lauren Gramberg (Urinetown, Avereester Kunstkring)                                                                   | Stanley Burleson              |
| Beste mannelijke bijrol         | Niels van der Ham (Kookpunt, Theatergroep Max Mini)                                                                  | Mariska van Kolck             |
| Beste ensemble                  | Joseph and the Amazing Technicolor Dreamcoat, (Stadsgehoorzaal Kampen i.s.m. Vuur & Vlam Produkties)                 | André van Duin                |
| Beste regie                     | Panda van Proosdij (Urinetown, Sempre Sereno)                                                                        | Gerrie van der Klei           |
| Beste decor                     | Jasper Korving (Anatevka, Winterswijks Muziek Theater)                                                               | Eric van der Palen            |
| Beste choreografie              | Djuri Reijnen (Anything Goes, Amsterdam Musical)                                                                     | Frédérique Sluyterman van Loo |
| Beste kleding                   | Sandra Satter Smit (Icarus, Harlekijn Musicalproducties)                                                             | Frits Sissing                 |
| Beste kap & grime               | Eelco Oomen, Corina Rutters, Leny de Jong (Aristokatjes, De Notenkrakers)                                            | Tante Conny & Ome Sjaak       |
| Beste productie                 | Joseph and the Amazing Technicolor Dreamcoat, (Stadsgehoorzaal Kampen i.s.m. Vuur & Vlam Produkties)                 | Jacques d'Ancona              |
| Pia Douwes Special Talent Award | Jonathan Vroege (Joseph and the Amazing Technicolor Dreamcoat, Stadsgehoorzaal Kampen i.s.m. Vuur & Vlam Produkties) | Pia Douwes                    |

## Winnaars 2016
| Categorie                       | Winnaar                                                                | Uitgereikt door       |
| ------------------------------- | ---------------------------------------------------------------------- | --------------------- |
| Beste vrouwelijke hoofdrol      | Lucía Talamoni (Spring Awakening, st. 8 op de schaal van Richter)      | Hajo Bruins           |
| Beste mannelijke hoofdrol       | Merijn Oerlemans (Petticoat, st. BOV)                                  | Willemijn Verkaik     |
| Beste vrouwelijke bijrol        | Dorothy Moolenschot (Annie, Amsterdam Musical)                         | Tony Neef             |
| Beste mannelijke bijrol         | Niels Noorlander (Spring Awakening, st. 8 op de schaal van Richter)    | Renée van Wegberg     |
| Beste ensemble                  | Spring Awakening, (Stichting 8 op de schaal van Richter)               | Ruth Jacott           |
| Beste decor                     | Toine van de Wiel (Anna en de Koning van Siam, De Notenkrakers)        | Liz Snoijink          |
| Beste choreografie              | Panda van Proosdij (Sweet Charity, Amsterdam Musical)                  | Barrie Stevens        |
| Beste kleding                   | Kenau (Elise Berends, NJMT)                                            | Mart Visser           |
| Beste kap & grime               | Dracula, (Stichting Jong! Theater)                                     | Mari van de Ven       |
| Beste nieuwe musical            | Kenau, (NJMT)                                                          | Hans van Willigenburg |
| Beste musical                   | Petticoat, (Stichting BOV)                                             | Jacques d'Ancona      |
| Pia Douwes Special Talent Award | Robin Reitsma (Spring Awakening, Stichting 8 op de schaal van Richter) | Pia Douwes            |

## Winnaars 2017
| Categorie                         | Winnaar                                                          | Uitgereikt door            |
| --------------------------------- | ---------------------------------------------------------------- | -------------------------- |
| Beste vrouwelijke hoofdrol Comedy | Babette Pasman-Schut (Into The Woods, On Stage)                  | Frans Mulder               |
| Beste vrouwelijke hoofdrol Drama  | Janneke de Beer (Jane Eyre, Spot! Theater)                       | Guido Spek                 |
| Beste mannelijke hoofdrol Comedy  | Jeroen van Grunsven (The Addams Family, Greg & Baud Productions) | Loes Luca                  |
| Beste mannelijke hoofdrol Drama   | Roy Verhoeven (Titanic, Het Brabants Muziek-Theater)             | Anne Wil Blankers          |
| Beste vrouwelijke bijrol Comedy   | Renate Rouwen (Legally Blonde, Musicalgroep The Cast)            | Arie Cupé                  |
| Beste mannelijke bijrol Comedy    | Freek van der Heide (Ja Zuster Nee Zuster, Zwols Muziektheater)  | Vajèn van den Bosch        |
| Beste vrouwelijke bijrol Drama    | Timna Hacquebord (Rent, Vals Alarm)                              | Dick Cohen                 |
| Beste mannelijke bijrol Drama     | Christian Jongedijk (Rent, Vals Alarm)                           | Ellen Evers en Silver Metz |
| Beste ensemble                    | Into The Woods, (On Stage)                                       | Claire Moore               |
| Beste vormgeving/toneelbeeld      | Cats (Valuascollege Venlo)                                       | Fred Boot                  |
| Beste musical Comedy              | The Wiz (stichting BOV)                                          | Bianca Krijgsman           |
| Beste musical Drama               | Titanic (Het Brabants Muziek-Theater)                            | Carline Brouwer            |
| Pia Douwes Special Talent Award   | Doortje Roosdorp (Legally Blonde, Amsterdam Musical)             | Pia Douwes                 |

## Winnaars 2018
| Categorie                       | Winnaar                                                                     | Uitgereikt door           |
| ------------------------------- | --------------------------------------------------------------------------- | ------------------------- |
| Beste vrouwelijke hoofdrol      | Marieke Visser (3 Musketiers, Studio 65 Vocaal Theater)                     | Freek Bartels             |
| Beste mannelijke hoofdrol       | Albert-Jan Verhees (The Producers, Stichting BOV)                           | Doris Baaten              |
| Beste vrouwelijke bijrol        | Els Damen (Footloose, Stadsgehoorzaal Kampen i.s.m. Vuur & Vlam Produkties) | Rein van Duivenboden      |
| Beste mannelijke bijrol         | Mats Hoogland (Into the Woods, De Jeugdtheaterschool Haarlemmermeer)        | Wieneke Remmers           |
| Beste ensemble                  | Footloose, (Stadsgehoorzaal Kampen i.s.m. Vuur & Vlam Produkties)           | Joke Bruijs en Gerard Cox |
| Beste vormgeving/toneelbeeld    | The Producers (Stichting BOV)                                               | Koen van Dijk             |
| Beste musical                   | The Producers (stichting BOV)                                               | Joop van den Ende         |
| Pia Douwes Special Talent Award | Pipi-Lotte Maessen (Shrek, Sempre Sereno)                                   | Pia Douwes                |
| Medialab Beste Poster           | Shrek (Theatergroep Josjes)                                                 | Fred Boot                 |

## Winnaars 2019
| Categorie                         | Genomineerd | Winnaar                                                                                   | Uitgereikt door     |
| --------------------------------- | --- | ----------------------------------------------------------------------------------------- | ------------------- |
| Beste musical comedy              | Heerlijk duurt het langst – Theatergroep Purple Petticoat – V.O.S. Wat zien ik – Musicalvereniging Westend | Petticoat, V.O.S.                                                                         | Gerrie van der Klei |
| Beste musical drama               | Aida – Stichting BOV Jekyll & Hyde – Musicalvereniging OVA Nine – Stichting Stamppij | Aida, Stichting BOV                                                                       | Maurice Wijnen      |
| Beste nieuwe musical              | Boe!F de Musical – Kleintje BMT Dikkie de Kid – Theatergroep Horizon Het verraad van Herderewich – Stichting Podiumspektakel Harderwijk Koekoeksjong – De NKT Theaterschool Kruimeltje – Stichting JONG! Theater Man op Duivelseiland – Stichting Nieuw Theaterwerk Novembernacht – Dutch Junior Musical Academy Soap – Theatergroep Max Mini WEB – Volle Zaal Producties | Dikkie de Kid, Theatergroep Horizon                                                       | Jacques d'Ancona    |
| Beste vrouwelijke hoofdrol comedy | Daisy Habraken-Groenland – Pattie Jagersma (Petticoat, V.O.S.) Fleur Renes – Leading Player (Pippin, Musical F-act) Marjolein Meijer – Audrey (Little Shop of Horrors, Music All Enschede) Silke van Niel – Fiona (Shrek, Stichting STEMP) Stella de Haas – Marian (Heerlijk duurt het langst, Theatergroep Purple)                                                       | Silke van Niel – Fiona (Shrek, Stichting STEMP)                                           | Paul de Leeuw       |
| Beste vrouwelijke bijrol comedy   | Floortje van den Akker – Vertelster (Joseph and the Amazing Technicolor Dreamcoat, Musical 2.0) Manon Heddes – Na Druppel (De Jantjes, Stichting Musical Producties Ap-Art) Sophie Brus – Liliane La Fleur (Nine, Stichting Stamppij) Tamara Heuveling – Draak (Shrek, Stichting STEMP) Timna Hacquebord – Fastrada (Pippin, Musicaltheater Vals Alarm)                   | Timna Hacquebord – Fastrada (Pippin, Musicaltheater Vals Alarm)                           | Niek Roozen         |
| Beste vrouwelijke hoofdrol drama  | Annemarie Paulusse – Amneris (Aida, Stichting BOV) Daphne Dekker – Luisa (Zorro, Brassica Musicals) Linda de Wit – Luisa Contini (Nine, Stichting Stamppij) Justine Buijserd & Pippi-Lotte Maessen – Violet & Daisy Hilton (Side Show, Sempre Sereno) Sharina Heesen – Lucy Harris (Jekyll & Hyde, Musicalvereniging OVA)                                                 | Justine Buijserd & Pippi-Lotte Maessen – Violet & Daisy Hilton (Side Show, Sempre Sereno) | Ernst Daniël Smid   |
| Beste vrouwelijke bijrol drama    | Babette Pasman-Schut – Sonja (The Life, Musicalstichting On Stage) Jamie van den Broeck – Mabel (Fame, Iris Performing Arts) Laura Hendrikx – Margaret White (Carrie de musical, Sidera Theaterproducties) Lauren Gramberg – Ma Vrijmoedt (Ciske de Rat, Muziektheater VAKK) Marloes Verwoort – Vi Moore (Footloose, Musicalvereniging Unidos)                            | Lauren Gramberg – Ma Vrijmoedt (Ciske de Rat, Muziektheater VAKK)                         | Jorrit Ruijs        |
| Beste mannelijke hoofdrol comedy  | Alexander Vlasveld – Shrek (Shrek, Stadsgehoorzaal Kampen ism Vuur & Vlam Produkties) Jann Hogeboom – Bobby Goud (Urinetown, Zwols Muziektheater) Niels van der Ham – Leo Hoefnagel (Soap, Theatergroep Max Mini) Sten Geerdink – George Burger (Hair, Winterswijks Muziek Theater) Wijnand Gomes – Joseph (Joseph and the Amazing Technicolor Dreamcoat, Musical 2.0)    | Alexander Vlasveld – Shrek (Shrek, Stadsgehoorzaal Kampen ism Vuur & Vlam Produkties)     | Marleen van der Loo |
| Beste mannelijke bijrol comedy    | Jelle Thielemans – Karel de Grote (Pippin, Musical F-act) Johannes Zandt – Lodewijk (Pippin, Musicaltheater Vals Alarm) Klaas Bets – Ezel (Shrek, Stichting STEMP) Mike Dijksman – Vogelverschrikker (The Wiz, Musicalvereniging Con Brio) Raygin Fullinck – Farquaad (Shrek, Greg & Baud Productions)                                                                    | Raygin Fullinck – Farquaad (Shrek, Greg & Baud Productions)                               | Yentl & De Boer     |
| Beste mannelijke hoofdrol drama   | Albert-Jan Verhees – Radames (Aida, Stichting BOV) Edwin van Grasstek – Dr. Henry Jekyll/Edward Hyde (Jekyll & Hyde, Musicalvereniging OVA) Frits Broer – Cis de Man (Ciske de Rat, STACCATO musical theater) Joost Huijs – Guido Contini (Nine, Stichting Stamppij) Lars Jansen – Micky Jonkers (Blood Brothers, Stichting Music Herveld)                                | Joost Huijs – Guido Contini (Nine, Stichting Stamppij)                                    | Lone van Roosendaal |
| Beste mannelijke bijrol drama     | Baris Kirik – Shaw Moore (Footloose, Musicalvereniging Unidos) Franck Doho – Jim Conley (Parade, Theatergroep SPOT) Joey de Boer – Schlomo (Fame, Iris Performing Arts) Jos Groffen – Mereb (Aida, Stichting BOV) Marcel van As – Zoser (Aida, Stichting BOV) | Franck Doho – Jim Conley (Parade, Theatergroep SPOT)                                      | Irene Kuiper        |
| Beste ensemble presentatie        | Aida – Stichting BOV Nine – Stichting Stamppij Titanic – Valuascollege | Titanic, Valuascollege                                                                    | Johnny Kraaijkamp   |
| Beste vormgeving toneelbeeld      | Aida – Stichting BOV Ciske de Rat – Muziektheater Zeeland Scrooge the Musical – Stichting Stimulans Producties Titanic – Valuascollege Zorro – Brassica Musicals | Aida, Stichting BOV                                                                       | Joris van Veldhoven |
| Beste poster                      | | Pippin, F-Act                                                                             | Terence van der Loo |
| Pia Douwes Special Talent Award   | Justine Buijserd – Violet Hilton (Side Show, Sempre Sereno) Lars Jansen – Micky Jonkers (Blood Brothers, Stichting Music Herveld) Timna Hacquebord – Fastrada (Pippin, Musicaltheater Vals Alarm) | Timna Hacquebord – Fastrada (Pippin, Musicaltheater Vals Alarm)                           | Pia Douwes          |

## Winnaars 2021
| Categorie                     | Genomineerd | Winnaar                                                     |
| ----------------------------- | --- | ----------------------------------------------------------- |
| Beste amateur in een bijrol   | Astrid Kelderman (Hairspray, Theater Atelier Gorile Oisterwijk (TAGO) ) Chris van Spengen (Little Shop of Horrors, Greg & Baud Productions) Els Damen (Into The Woods, Theaterkoor Caecilia) Femmy Appelman (Delphi, Stichting Maatjes) Geeske Bruijn (Ciske de Rat, AZOV Musicals) Karin Hanekamp (Young Frankenstein, Musicalvereniging Muze) Lennard Borgo (All Shook Up, Theatergroep SPOT) Lisette Wielink (Into the Woods, Theaterkoor Caecilia) Sacha van Blokland (Rent, Leeghwater Musicals) Theo Baas (De Man van La Mancha, De TheaterRepubliek) | Karin Hanekamp (Young Frankenstein, Musicalvereniging Muze) |
| BALK Award Beste Ensemble     | Curtains - SPOT! Theater Hairspray - Theater Atelier Goirle Oisterwijk (TAGO) High School Musical - Musical 2.0 Putting it Together - Amsterdam Musical/Stichting Rumoer Young Frankenstein - Musicalvereniging Muze | Putting it Together - Amsterdam Musical/Stichting Rumoer    |
| Beste Amateur in een hoofdrol | Daisy Paap (Thoroughly Modern Millie, Musicalvereniging Unidos) Daniel Nijland (Jekyll & Hyde, Time Square) Freek van der Heide (Shrek, Muziektheater VAKK) Jessy Hooijmaijers (Oliver!, De Notenkrakers) John Coppens (De Man van La Mancha, De TheaterRepubliek) Mitchell van Kleef (Rent, Musicals Hertme) Reinier Wondergem (Jekyll & Hyde, Musical-Vrienden Goes) Sabrina Willeboordse (Jekyll & Hyde, Time Square) Sanne Jochems (Cleopatra, Theatergroep Max Mini) Sten Geerdink (Rent, Musicals Hertme)                                             | Jessy Hooijmaijers (Oliver!, De Notenkrakers)               |
| Beste musical                 | Cleopatra - Theatergroep Max Mini Jekyll & Hyde - Musical-Vrienden Goes Oliver! - De Notenkrakers Rent - Musicals Hertme Thoroughly Modern Millie - Musicalvereniging Unidos | Thoroughly Modern Millie - Musicalvereniging Unidos         |
| Beste optreden                | | Oberon Theaterproducties                                    |